# 杜博韋齊河 (錫雷特河支流)
杜博韋茨河（烏克蘭語：Дубовець），是烏克蘭西南部的河流，屬於錫雷特河的右支流。該河發源自斯托羅日涅茨西南面，流經切爾尼夫齊州的切爾尼夫齊區，河道全長10公里，流域面積21.7平方公里。